# Timbaland

Timothy Zachery Mosley (n. pe 10 martie 1972), cunoscut sub numele de scenă Timbaland, este un producător, DJ, rapper, compozitor, cântăreț Hip-Hop, Rap, R&B. Timbaland este considerat unul din cei mai reușiți producători, având colaborări cu: Missy Elliott, Aaliyah, Björk, Brandy, Jay-Z, Justin Timberlake, Lil' Kim, Utada Hikaru, Ludacris, 50 Cent, The Game, Nelly Furtado, Ginuwine, OneRepublic, Dima Bilan Pussycat Dolls etc. Melodiile sale sunt tot timpul în atenția publicului.
Cel mai nou album al său (Shock Value) conține colaborări cu: Nelly Furtado, Justin Timberlake, Keri Hilson (pe care a descoperit-o), One Republic, Fall Out Boy.
Melodia Give It To Me (feat. Nelly Furtado & Justin Timberlake) a ajuns imediat pe primele locuri în topuri, iar The Way I Are (feat. Keri Hilson & D.O.E) a ajuns în câteva săptămâni pe primele locuri unde a rămas aproape 2 luni (detronând Umbrella cântată de Rihanna și Jay-Z).
Timbaland a fost în centrul atenției la începutul verii anului 2007, când a participat la o răfuială dintr-un bar din Germania. Se pare că Timothy a flirtat(nu filtrat!) cu o tânără din bar care era implicată într-o relație. La sosirea soțului (sau iubitului) ei totul a degenerat în scandal. Timbaland a fost arestat, dar a fost eliberat pe cauțiune a doua zi.
În luna noiembrie a acestui an s-a confirmat zvonul că Timbaland va deveni tată (pentru prima oară).

## Premii și nominalizări
- American Music Awards
  - 2007, Favorite Male Pop/Rock Artist (Nominated)
- BET Hip-Hop Awards
  - 2007, Best Producer (Winner)
- Grammy Awards
  - 2007, Album of the Year FutureSex/LoveSounds (Producer) (Nominated)
  - 2007, Best Pop Collaboration w/ Vocals "Promiscuous" (Nominated)
  - 2007, Best Dance Recording "Sexyback" (Winner)
  - 2004, Best R&B Album "Afrodisiac" (Producer) (Nominated)
  - 2004, Album of the Year Justified (Producer) (Nominated)
  - 2004, Album of the Year Under Construction (Producer) (Nominated)
  - 2004, Best Rap Song "Work It" (Nominated)
  - 2000, Best R&B Song "Get Ur Freak On" (Nominated).

- Belgium TMF Award
  - 2007, Best International Urban (Winner)

- MTV Video Music Awards
  - 2007, Most Earthshattering Collaboration "Sexyback" (Nominated)
  - 2007, Monster Single of the Year "The Way I Are" (Nominated)
  - 2007, Best Pop Video "Promiscuous" (Nominated)

- Teen Choice Awards
  - 2007, Choice Male Artist (Nominated)
  - 2007, Choice Rap Artist (Winner)
  - 2007, Choice Music Single "Give It to Me" (Nominated)
  - 2007, Choice Rap Track "The Way I Are" (Winner)
  - 2006, Choice R&B/Hip-Hop Track "Promiscuous" (Winner)
  - 2006, Choice Summer Track "Promiscuous" (Winner)
  - 2003, Choice Music Collaboration "Cry Me a River" (Nominated)

- Vibe Music Awards
  - 2007, Best Producer (Winner)

## Discografie
- Tim's Bio: Life from da Bassment (1998)
- Timbaland Presents Shock Value (2007)
- Timbaland Presents Shock Value II (2009)
- Timbaland Presents Shock Value III (2011)